# Затейник
«Затейник» — ежемесячный журнал станции детских развлечений ЦБ ЮП, ЦК ВЛКСМ и Наркомпроса. Выходил с 1929 по 1953 (№ 9) год с перерывом на 1942—1945 года. Позиционировался как журнал пьес, игр, песен, загадок, веселых затей для организации досуга школьников и пионеров и для каждого, кто не хочет скучать в свободное время.  Редакция журнала находилась в Москве, по адресу Новая площадь, д. 6/8. Редактором  выступил Василий Георгиевич Компаниец.
Газета «Пионерская правда» опубликовала анонс и рекламу нового журнала, и в дальнейшем, с первого номера, оказывала информационную поддержку, анонсировала выпуски, рекламировала подписку, публиковала обзоры.
В послевоенные годы журнал стал местом первой публикации многих ставших классическими произведений детской литературы: «Кошкин дом» С. Маршака, «Сын полка» и «Белеет парус одинокий» В. Катаева, «Голубая модель», «Умелые руки» и пьеса «Весёлая семейка» Н. Носова, «Особое задание» и «Красный галстук» С. Михалкова, «Серебряное копытце» П. Бажова и Е. Пермяка, «Золотая медаль» В. Любимовой.
Особое место в журнал отводилась музыкальному разделу. Печатались ноты и тексты, велись уроки на баяне. В журнале Михаил Васильевич Исаковский напечатал свою «Вишню». Среди других авторов журнала: Р. Глиэр, В. Захаров, И. Дунаевский, Д. Кабалевский, С. Чернецкий, К. Листов, А. Новиков, М. Блантер, А. Лепин, С. Кац, Д. Старокадомский, М. Иорданский, К. Молчанов, братья Покрасс, Е. Жарковский.
Печатались кроссворды, велась шахматная рубрика и пр.